# Santa Cruz Mextepec
Santa Cruz Mextepec är en ort i kommunen San Felipe del Progreso i delstaten Mexiko i Mexiko. Samhället hade 2 079 invånare vid folkräkningen 2020.